# Arrest Ciba Geigy/Voorbraak
Het arrest Ciba Geigy/Voorbraak (HR 16 november 1984, NJ 1985/547) is een arrest van de Nederlandse Hoge Raad dat betrekking heeft op dwangsommen uit kort geding, met twee conclusies:
- eenmaal verbeurde dwangsommen blijven verschuldigd,
- de partij die een vonnis in kort geding executeert, kan aansprakelijk zijn voor de schade die de andere partij hierdoor lijdt, als het kortgedingvonnis in de bodemprocedure geen stand houdt.

## Casus
Chemische Fabriek Brabant J.W. Voorbraak BV hield zich bezig met parallel-import van Atrazin en Simazin,
twee middelen van Ciba Geigi voor het remmen van de plantengroei (onkruidverdelgers). Geigy had in Nederland een octrooi op het bereiden van deze middelen en een parallel-octrooi in Frankrijk. Voorbraak kocht deze producten in Frankrijk, profiterend van door Geigy voor Frankrijk en Nederland gehanteerde prijsverschillen.
Geigy sommeert Voorbraak om haar inbreuken op het Nederlands octrooi te staken. De vordering van Geigy wordt op 12 juni 1973 door de president in kort geding toegewezen, uitvoerbaar bij voorraad met een dwangsom van 1000 gulden per overtreding, waarbij het vervaardigen of in het verkeer brengen van elke kilo van de betreffende stoffen als een overtreding wordt aangemerkt. Geigy heeft dit vonnis aan Voorbraak doen betekenen. Tegen dit vonnis zijn geen rechtsmiddelen aangewend. Voorbraak heeft de bedoelde parallel-importen gestaakt.
In twee arresten van het Europees Hof van Justitie, Centrafarm/Sterling Drug en Merck/Stephar, wordt het verbieden van parallel-importen, althans binnen het territorium van de EG, strijdig geacht met het recht van de Europese Gemeenschap.
Drie data zijn nu van belang:
- Op 12 juni 1973 heeft de president in kort geding een dwangsom gesteld op parallel-import door Voorbraak.
- Op 16 augustus 1975 is het parallel octrooi van Geigy in Frankrijk verlopen.
- Bij brief van 11 oktober 1976 laat Geigy weten geen bezwaar meer te zullen maken tegen parallel-import, mits onder bepaalde voorwaarden.

## Procesgang
Voorbraak vordert bij inleidende dagvaarding 325.000 gulden schadevergoeding wegens gemiste inkomsten als gevolg van het naleven van het verbod van de president in kort geding. De vordering van Voorbraak is door de rechtbank afgewezen. Dit vonnis is in hoger beroep door het gerechtshof vernietigd. Het hof heeft de vordering van Voorbraak alsnog toegewezen, echter alleen voor de (eerste) periode die eindigt op 16 augustus 1975. Het cassatieberoep van Geigy hiertegen is verworpen. Op het incidenteel beroep van Voorbraak vernietigt de Hoge Raad de beslissing van het hof wat betreft de (tweede) periode van 16 augustus 1975 tot 11 oktober 1976. Voor het beoordelen van (de omvang van) de schade in deze periode is het geding terugverwezen naar hetzelfde hof. Voorbraak heeft dus recht op nog meer schadevergoeding dan het gerechtshof al had toegewezen.

## Hoge Raad
De Hoge Raad overwoog:

Voor de beantwoording van de hier aan de orde gestelde vraag is van belang dat het verbod gegeven door een rechter in kort geding het karakter heeft van een voorlopige voorziening die naar luid van art. 292 Rv geen nadeel toebrengt aan de zaak ten principale.

Enerzijds dient de partij die door de rechter in kort geding is veroordeeld, zich aan het verbod te houden zolang dat van kracht is, in dier voege dat het andersluidend oordeel in het bodemgeschil er niet aan in de weg staat dat eenmaal verbeurde dwangsommen verschuldigd blijven.

Anderzijds dient in beginsel te worden aangenomen dat degeen die door dreiging met executie zijn wederpartij heeft gedwongen zich naar een in kort geding gegeven verbod te gedragen, onrechtmatig heeft gehandeld wanneer hij, naar achteraf blijkt uit de uitspraak in het bodemgeschil, niet het recht had van de wederpartij te vergen dat deze zich van de desbetreffende handelingen onthield.
Voorts mag er, gegeven de aard van het kort geding-vonnis, van worden uitgegaan dat degeen die als voormeld met executie dreigde, wist althans behoorde te weten dat hij zijn handelen baseerde op –kort gezegd– een voorlopige maatregel, zodat de door zijn handelen veroorzaakte schade in beginsel als door zijn schuld veroorzaakt heeft te gelden.
Deze oplossing is maatschappelijk méér gerechtvaardigd dan de omgekeerde oplossing, die dáárop neerkomt dat de partij die zich onder dreiging met executie aan het verbod heeft gehouden, in beginsel de schade moet dragen, ook al blijkt achteraf het door de eiser in kort geding gepretendeerde recht niet te bestaan.

## Tot besluit
Weliswaar mag de naleving van een vonnis in kort geding worden afgedwongen, maar het voorlopig karakter daarvan brengt mee, dat als bij de beslissing in het bodemgeschil blijkt, dat het gepretendeerde recht niet bestond, de executie van het kort geding-vonnis onrechtmatig is geweest. In dit soort gevallen is de handeling op het moment waarop zij plaatsvond geoorloofd, maar achteraf kan nog blijken, dat de
veronderstelde of voorlopig aangenomen rechtvaardiging voor de rechtsinbreuk niet bestond en de handeling dus onrechtmatig was. Over het juridisch fundament bestaat verschil van mening (onrechtmatige daad versus rechtmatige daad).